# Javi Venta
Javier Rodríguez Venta, född 13 december 1975 i Pola de Siero, är en före detta professionell spansk fotbollsspelare, med karriär som seniorspelare från 1995 till 2013. Han spelade bland annat för Villarreal 1999–2010 och 2012–2013 samt för Levante 2010–2012 och Brentford 2013.